# Magalhãesův průliv

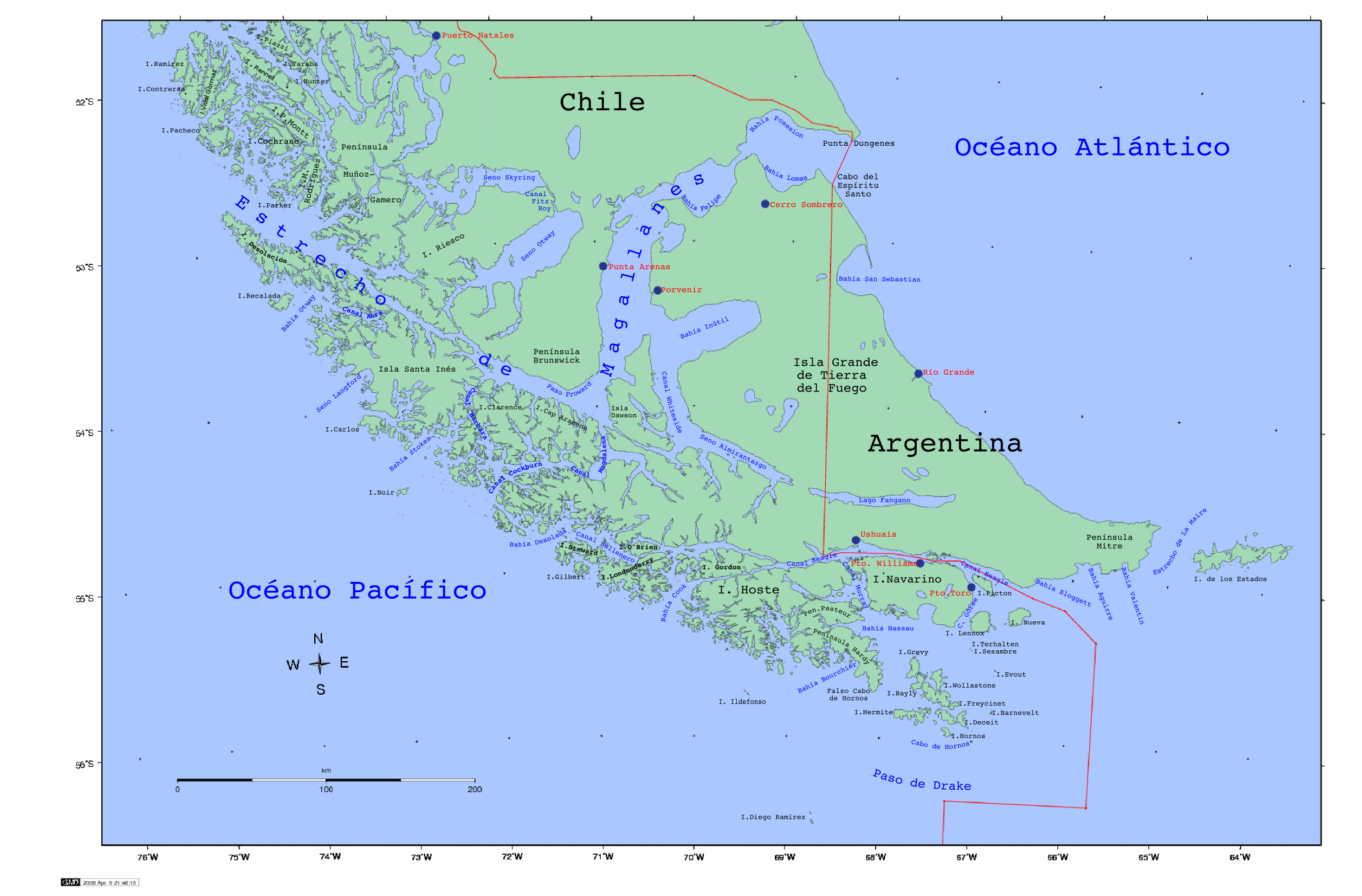
Magalhãesův průliv a Ohňová země

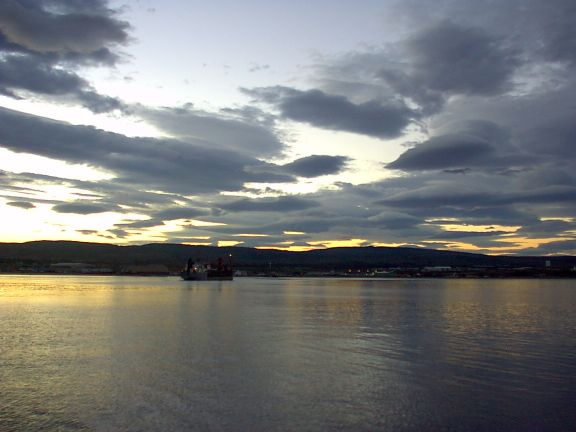
Magalhãesův průliv při západu slunce

Magalhãesův průliv (podle latinského tvaru jména objevitele též Magellanův průliv; španělsky Estrecho de Magallanes) je průliv, nalézající se na jižním výběžku Jižní Ameriky a spojující Atlantský oceán a Tichý oceán. Průliv odděluje pevninskou část jihoamerického kontinentu od Ohňové země. Je významnou námořní cestou, spojující oba oceány; z důvodu nepříznivého klimatu je plavba průlivem obtížná. Byl objeven v roce 1520.

## Geografie
Průliv je přibližně 570 km dlouhý. Východní začátek průlivu je určen mysem Punta Dúngenes, kde také začíná pevninská hranice mezi Chile a Argentinou, která byla definována smlouvou mezi oběma státy roku 1984. Severní strana ústí průlivu je tvořená zálivem Posesion, jižní pak zálivem Lomas. Průliv pak směřuje jihozápadním směrem a tvoří východní břeh Brunšvického poloostrova. U nejjižnějšího výběžku jihoamerické pevniny, jímž je mys Froward se stáčí na severozápad. Jižně od mysu Froward ústí do Magalhãesova průlivu průliv Magdalena, který umožňuje proplutí do průlivu Beagle, další významné přírodní spojnice Atlantského a Tichého oceánu. Od mysu Froward vede průliv k ústí do Tichého oceánu a je na jihu ohraničen ostrovy kapitána Aracena, Clarence, Santa Inés a Desolación. Severní strana je pak tvořena Brunšvickým poloostrovem, ostrovem Riesco a poloostrovem Muñoz Gamero. Nejužší místo průlivu se nachází v blízkosti ostrova Carlose III. Do severní strany této části Magalhãesova průlivu ústí zálivy Seno Otway a Seno Skyring. Průliv dále vytváří pobřeží Francisca Coloane, kde je chráněná oblast keporkaků. Nejzápadnější část průlivu prochází souostrovím královny Adelaide. Západní oblast Magalhãesova průlivu prochází územím, kde vrcholky hor jsou celoročně pokryté sněhem.

## Historie
Průliv je pojmenován po portugalském mořeplavci Fernão de Magalhãesovi, který ve službách španělského krále jako první člověk roku 1520 proplul průlivem na své plavbě kolem světa. Magalhãesovy lodě vpluly do průlivu 1. listopadu na Slavnost Všech svatých. Průliv byl proto původně nazván průlivem Všech svatých (španělsky: Estrecho de Todos los Santos). Později ho španělský král přejmenoval na počest objevitele na Magellanův průliv (španělsky: Estrecho de Magallanes).
Dne 25. března 1584 byla na břehu Magalhãesova průlivu založena Pedrem Sarmiento de Gamboa první osada Španělů v oblasti průlivu.

V sedmnáctém století cestu průlivem ovládla Nizozemská Východoindická společnost.

Od objevu průlivu, až do roku 1914, kdy byl otevřen Panamský průplav, byl Magalhãesův průliv jednou z nejvýznamnějších cest z Atlantského do Tichého oceánu.

### Chilská svrchovanost
Dne 23. května 1843 vyhlásilo Chile nad průlivem svrchovanost. První chilská osada v oblasti průlivu byla Fuerte Bulnes nalézající se v zalesněné oblasti severní strany průlivu. Tato osada byla po několika letech pro nepříznivé podmínky opuštěna a roku 1848 bylo o šedesát kilometrů severněji založeno město Punta Arenas.

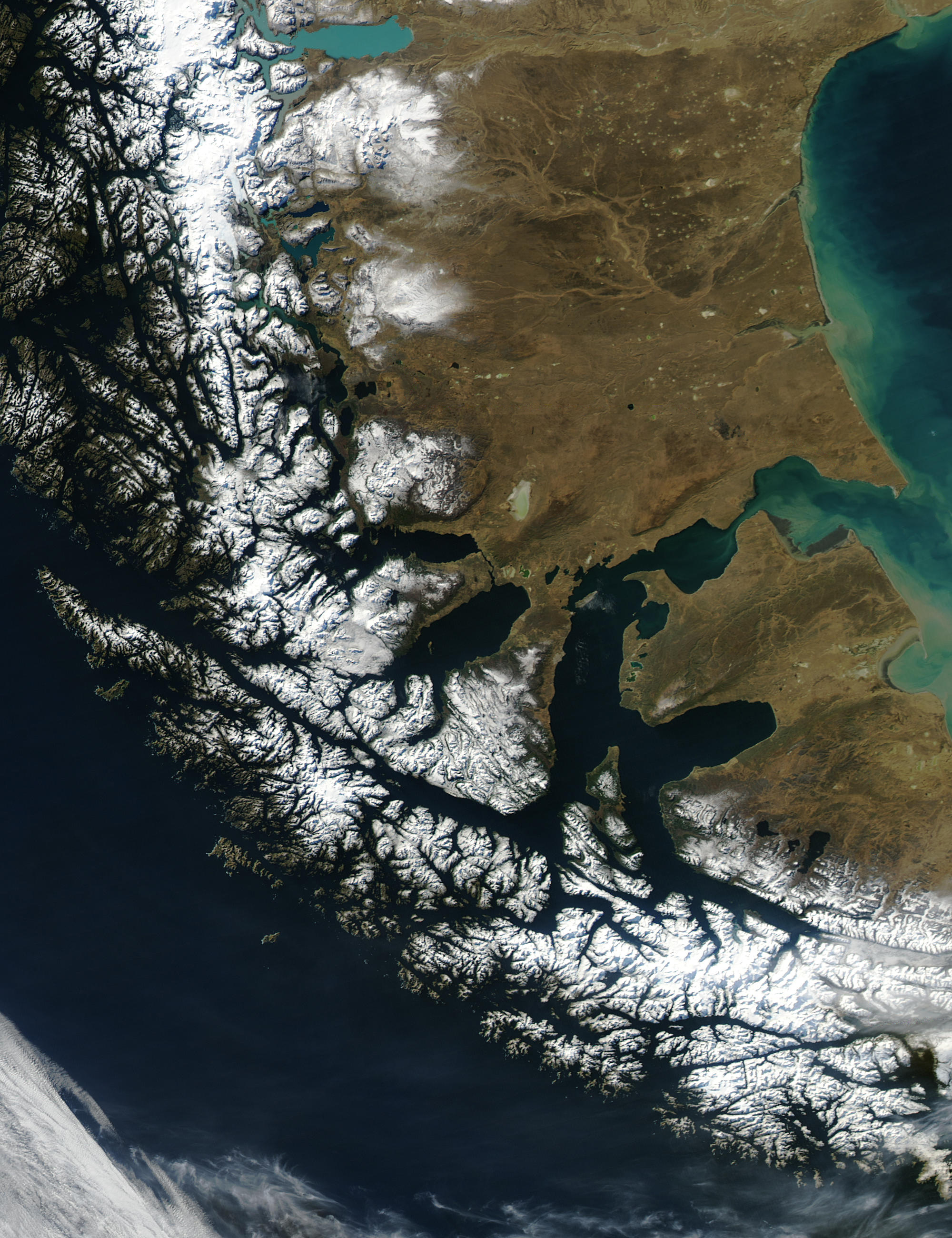
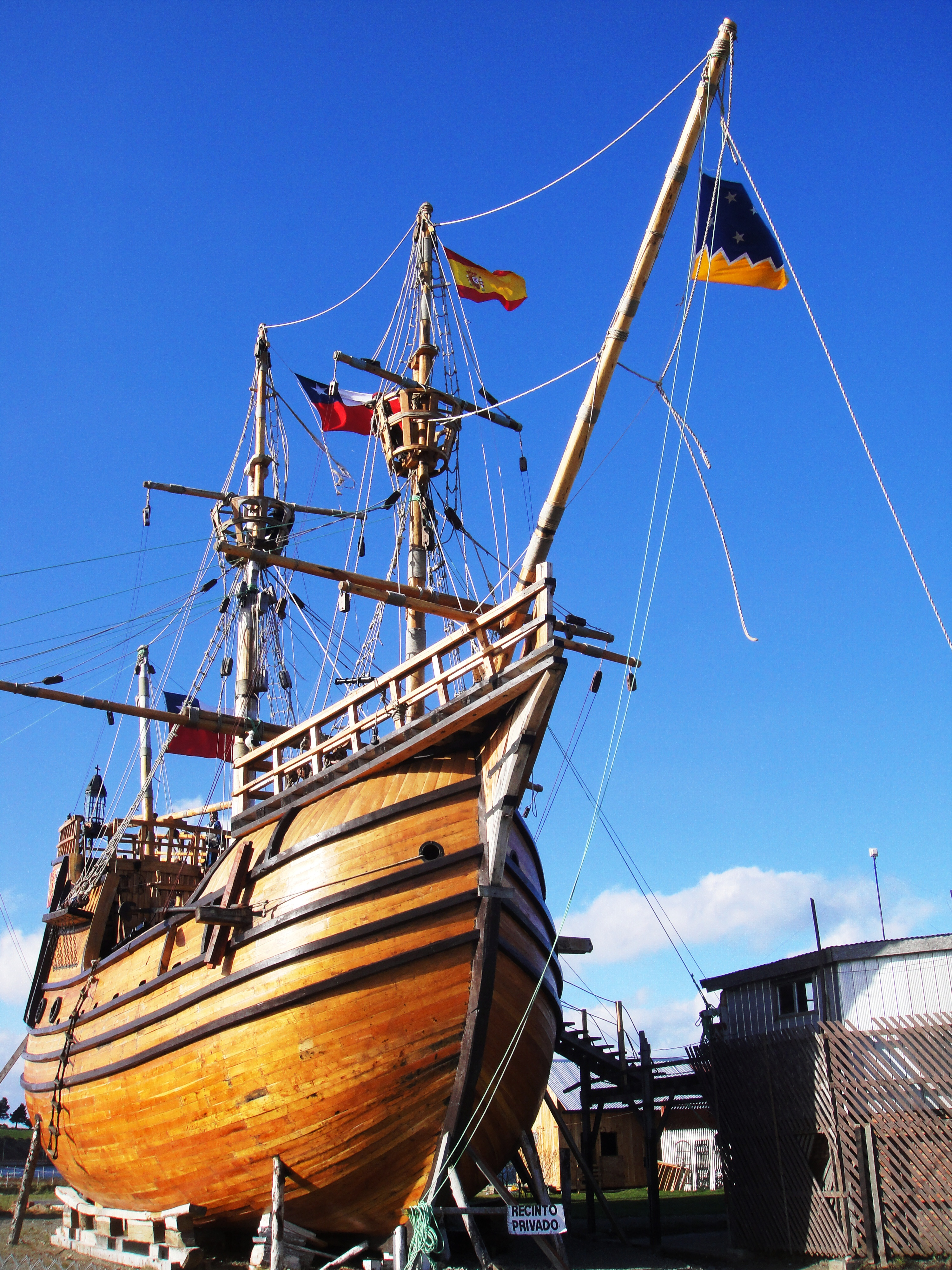
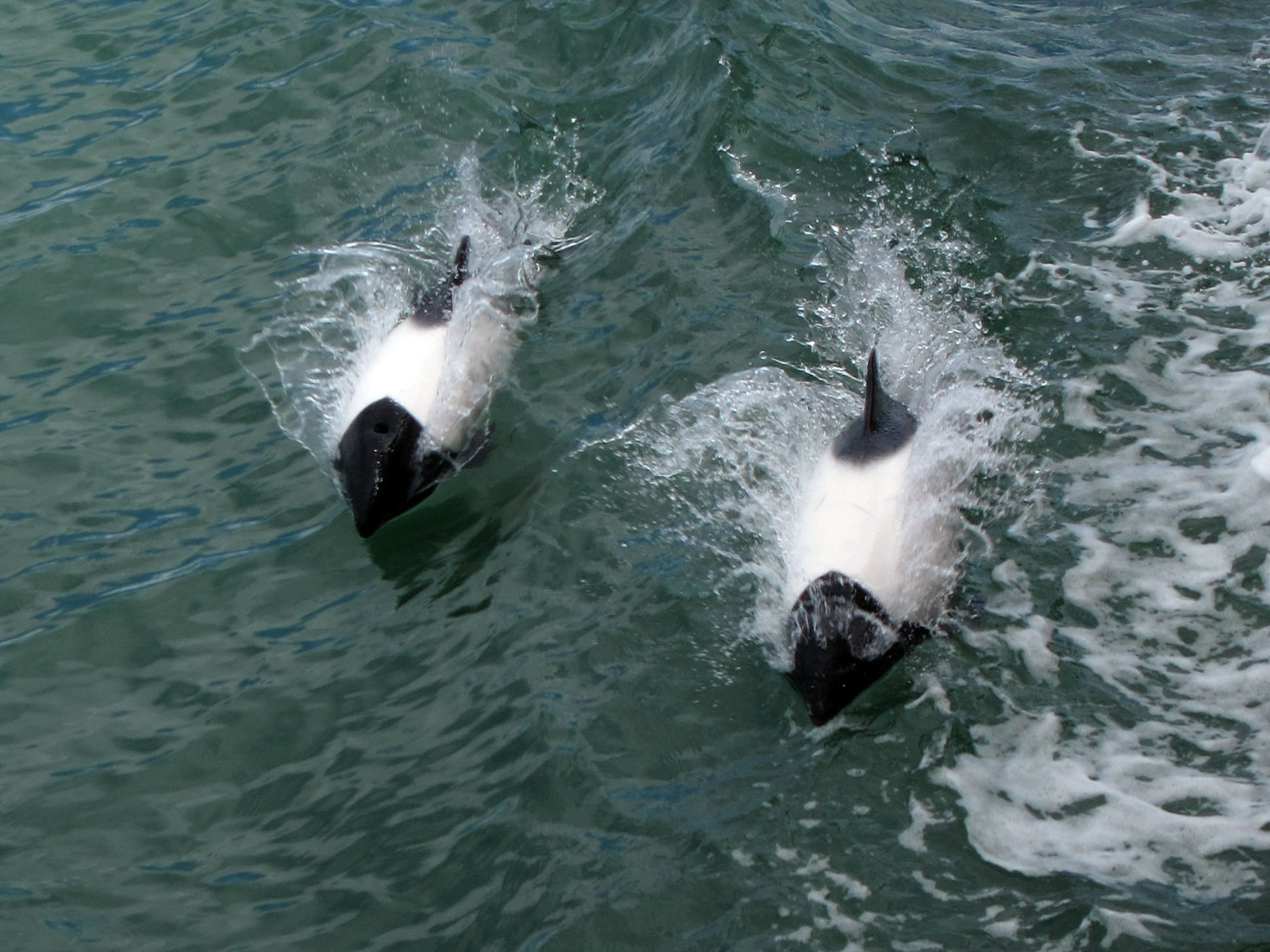
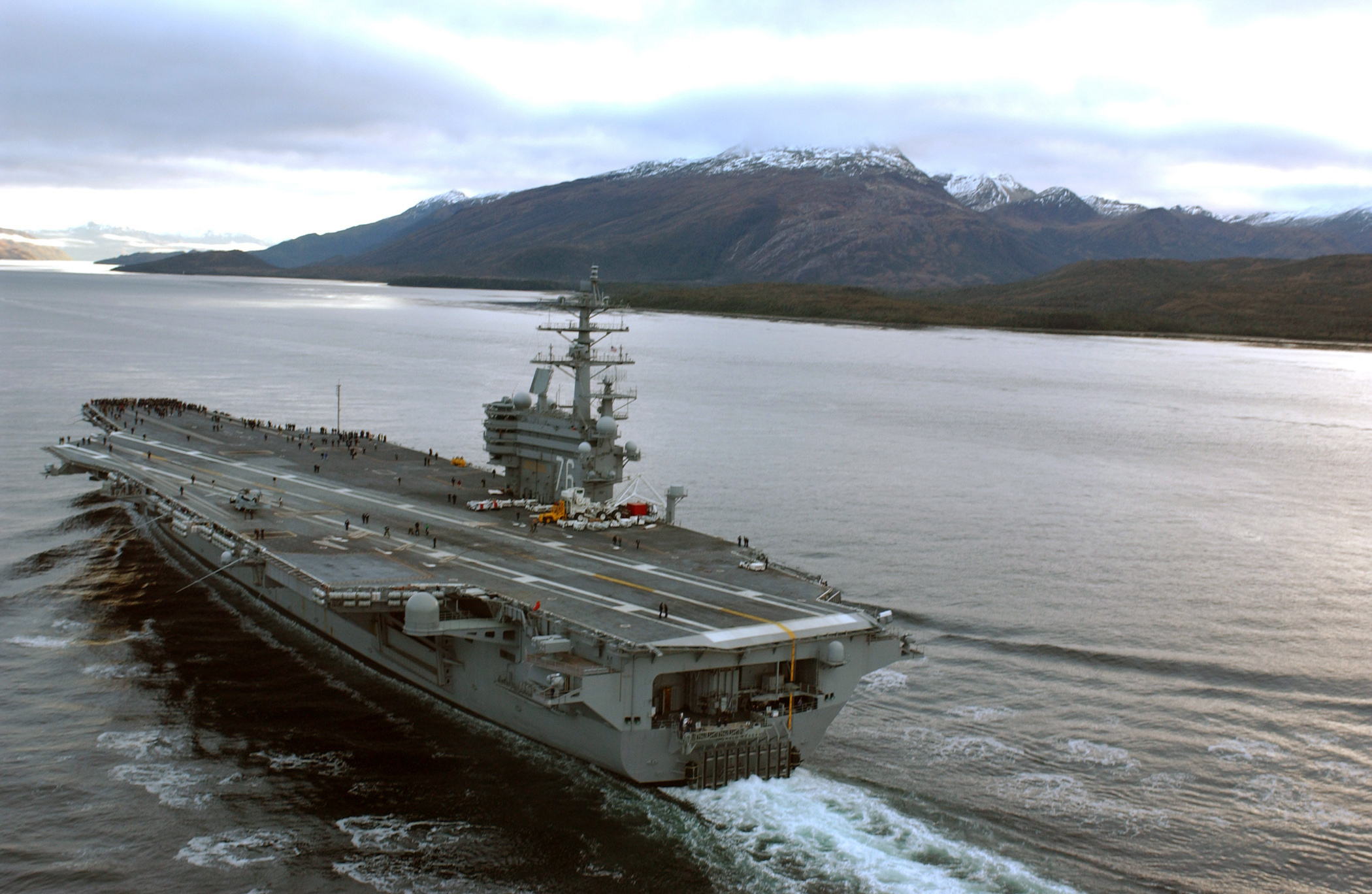